# Proissans
Proissans é uma comuna francesa na região administrativa da Nova Aquitânia, no departamento Dordonha. Estende-se por uma área de 17,74 km². Em 2010 a comuna tinha 1 047 habitantes (densidade: 59 hab./km²).